# Kanton dziesiąty
Kanton dziesiąty (serb., bośn. Kanton 10, chorw. Županija br. 10; nieformalnie: Livanjski kanton lub Sjeverna Hercegovina, Hercegbosanska županija) – jeden z dziesięciu kantonów Federacji Bośni i Hercegowiny; należy do większych w kraju. Stolicą kantonu jest Livno.
Ustanowiona przez przepisy kantonalne w 1995 nazwa Hercegbosanska županija (pol. „Kanton hercegbośniacki”) nawiązywała do istniejącej na tych terenach w latach 1991–1994 Chorwackiej Republiki Herceg-Bośni. W 1998 roku Trybunał Konstytucyjny Bośni i Hercegowiny stwierdził niezgodność z krajową konstytucją przepisu ustanawiającego tę nazwę (i jednocześnie przepisów ustanawiających herb, flagę i hymn kantonu). Władze kantonu nie podporządkowały się temu wyrokowi i nadal używają nazwy Hercegbosanska županija. Władze centralne używają nazw Kanton 10, Livanjski kanton (od nazwy siedziby władz – miasta Livno) i Zapadnobosanski kanton / Zapadnobosanska županija (od położenia geograficznego kantonu).
Kanton leży w zachodniej części kraju, przy granicy z Chorwacją. Składa się z sześciu gmin:
- Miasto Livno
- Gmina Bosansko Grahovo
- Gmina Drvar
- Gmina Glamoč
- Gmina Kupres
- Gmina Tomislavgrad

Skład etniczny ludności:
- Chorwaci – 66 138 (79,0%)
- Serbowie – 10 377 (12,4%)
- Boszniacy – 6860 (8,2%).